# Venelles
Venelles é uma comuna francesa na região administrativa da Provença-Alpes-Costa Azul, no departamento de Bouches-du-Rhône. Estende-se por uma área de 20,54 km². Em 2010 a comuna tinha 8 590 habitantes (densidade: 418,2 hab./km²).